# Trolejbusy w Newcastle upon Tyne
Trolejbusy w Newcastle upon Tyne – zlikwidowany system trolejbusowy w mieście Newcastle upon Tyne w Anglii, w Wielkiej Brytanii. Został otwarty w 1935 r., z biegiem lat zastępował kolejne likwidowane linie miejscowego systemu tramwajowego.
Na tle pozostałych, nieistniejących już systemów trolejbusowych w Wielkiej Brytanii, system w Manchesterze był duży; istniało łącznie 28 linii, maksymalnie posiadano 204 trolejbusy. Trolejbusy w Newcastle upon Tyne zlikwidowano 2 października 1966 r.
Dwa z charakterystycznych trolejbusów w żółtym malowaniu z Newcastle zostało zachowanych: jeden w East Anglia Transport Museum w Carlton Colville, Suffolk a drugi w Beamish Open Air Museum, które czasem wypożycza go The Trolleybus Museum at Sandtoft, Lincolnshire.

## Galeria

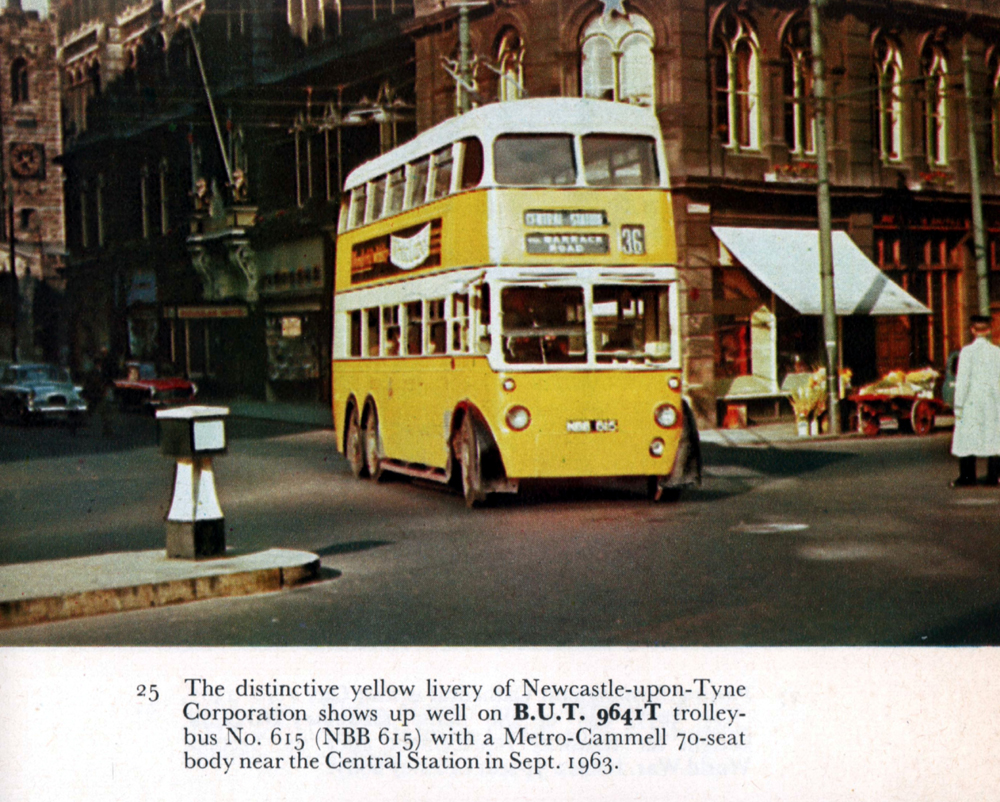
Trolejbus koło dworca głównego, 1963
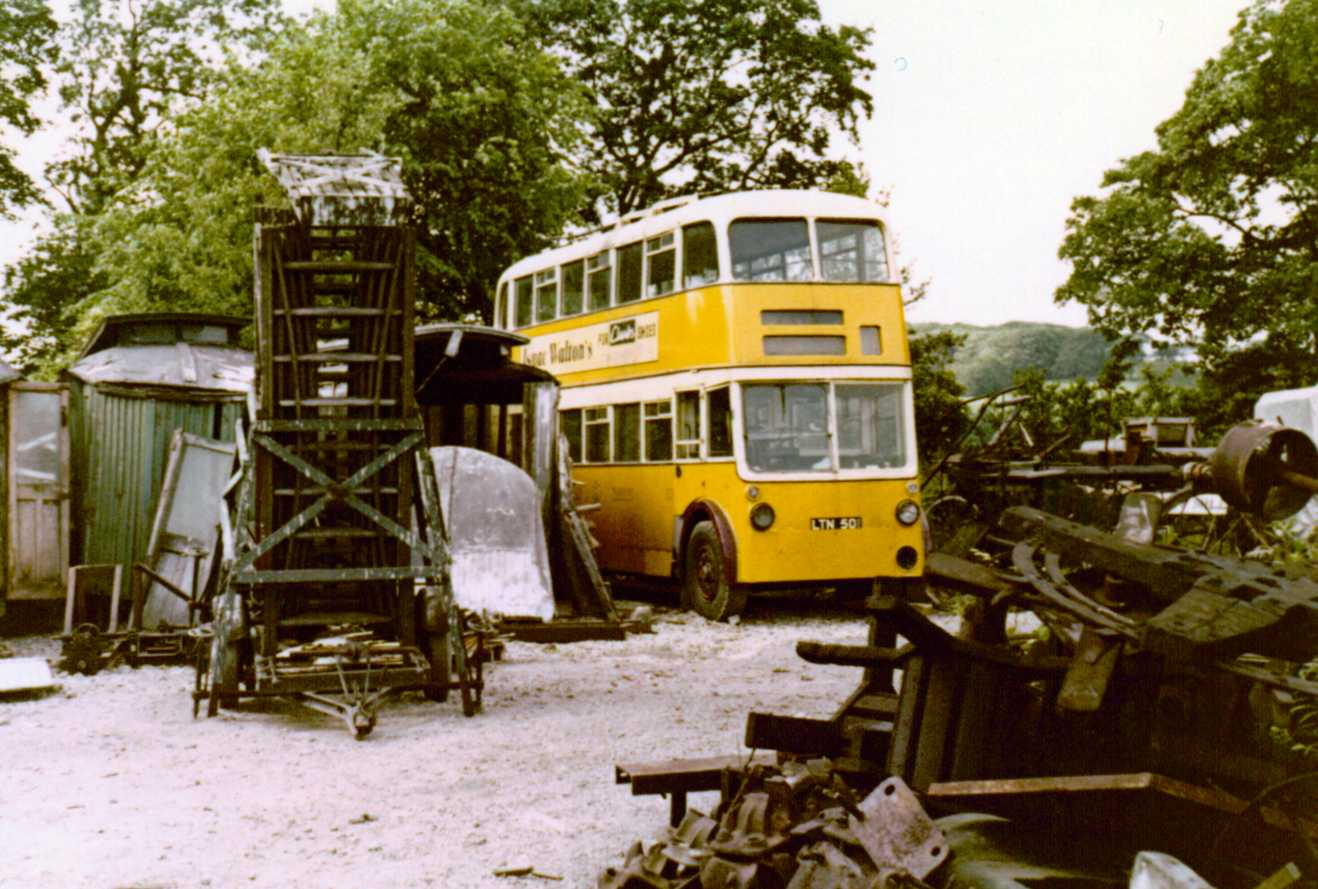
Trolejbus nr 501 w muzeum w Beamish, 1973
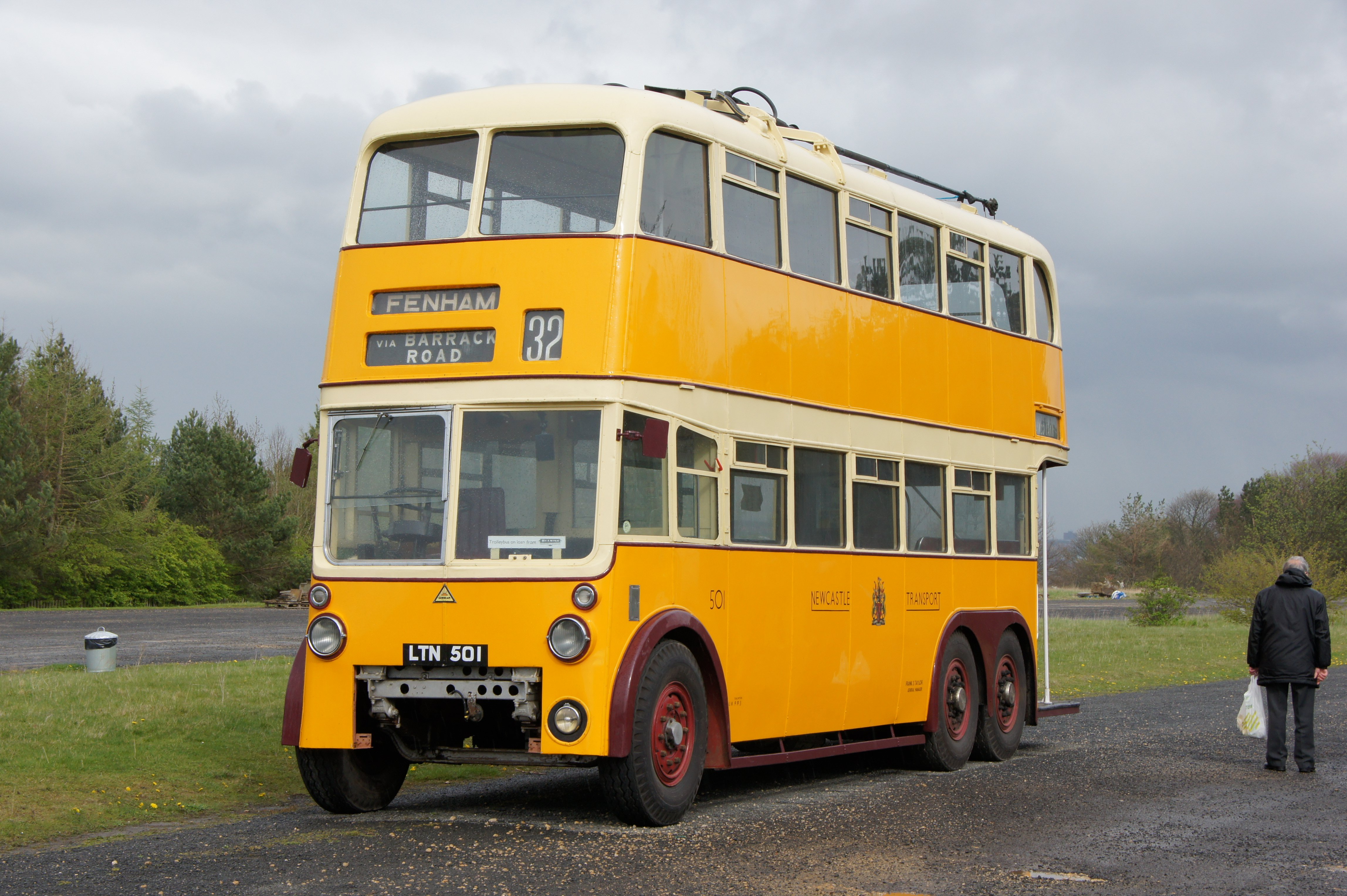
Trolejbus nr 501 w muzeum w Beamish, 2012